# Мозир
Мозир (блр. Мазы́р; рус. Мо́зырь) град је у Белорусији, центар истоименог рејона у Гомељској области. Налази се на реци Припјат, 210 км источно од Пинска, 220 км југоисточно од Минска и око 100 км северозападно од Чернобиља. Заједно са приградским насељем Калинковичи које се налази на левој обали Припјата има око 150.000 становника.
Мозир је познат као град нафтне, прехрамбене и машинске индустрије. У граду се налази највећа белоруска рафинерија нафте и управо код Мозира се велики руски нафтовод "Дружба" (којим се остатку Европе испоручује руска нафта) рачва у два крака (један иде ка Пољској, други ка Украјини). Највећа белоруска речна лука је такође смештена у Мозиру.
Градско језгро је смештено на лесној заравни на десној обали Припјата која је издигнутија у односу на леву (и до 80 м). Висинска разлика између две обале је настала као последица глацијације, а Припјат у овом делу тече на старом ледничком кориту.

## Историја града
Мозир је један од најстаријих градова историјске Рутеније (Руса). У писаним изворима први пут се спомиње у документу из 1155. године у коме је кијевски књаз Јуриј Долгоруки насеље на том месту предао под управу черниговском књазу Свјатославу Ољговичу. У XIV веку добио је статус града (по Магдебуршком праву, а оригинални документ се данас чува у Историјском архиву Белорусије). 
Почетком XVIII века у граду је отворена језуитска школа под покровитељством Вилњуског универзитета. Школа је неколико деценија касније секуларизована и преименована у гимназију.
Крајем XVIII века улази у састав царске Русије и отада почиње његов убрзани развој (превасходно захваљујући великом броју досељених Јевреја који су углавном били трговци). Град је ушао у састав Белорусије 1921. године. Од 1938. до 1954. био је административни центар Полеске области, након чега је постао део Гомељске области Белорусије.
Град је разорен у току Другог светског рата од стране фашиста. Јевреји, који су до рата чинили готово 40% целокупне популације су готово нестали из града.
Име града је највероватније изведено од угро-финског термина "мосар" који означава мочваран и блатан крај обрастао џбуњем (баш какво је и место на ком је град Мозир настао).

## Становништво
Према процени, у граду је 2012. живело 110.540 становника.
| 1979.  | 1989.   | 1999.   | 2009.   | 2012.   |
| ------ | ------- | ------- | ------- | ------- |
| 73.463 | 100.254 | 100.254 | 108.792 | 110.540 |

## Индустрија
Мозир важи за један од индустријски најразвијенијих градова Белорусије захваљујући својој рафинерији нафте (највећој у земљи), хемијским и петрохемијским погонима, те погонима, дрвопрерађивачке, машинске и прехрамбене индустрије. рафинерија нафте, која производи готово све врсте нафтних производа, је у заједничком белоруско - руском власништву.
Захваљујући великим залихама камене соли у околини (преко 22 милиона тона), у граду ради и велика солана „Мозырьсоль" која извози своје производе широм бившег Совјетског Савеза. У граду постоје и погони машинске, текстилне, дрвопрерађивачке и прехрамбене индустрије (пивара).
Лука "Пхов" је највећа лука у земљи. Од 1980. град има и властити аеродром који се тренутно реновира за потребе домаћег авио саобраћаја.

## Образовање и спорт
На Мозирском педагошком факултету постоје катедре за језик и књижевност, математику, физику, географију, биологију и хемију. 
Град има олимпијски базен, 3 стадиона на отвореном, мању скијашку стазу те школу за олимпијске спортове. Локални фудбалски клуб ФК Славија Мозир се тренутно такмичи у првој фудбалској лиги Белорусије.

## Градови побратими
- Јегорјевск, Русија[5]
- Северодвинск, Русија
- Стракоњице, Чешка
- Коростењ, Украјина
- Харцизк, Украјина

## Галерија
- Споменик В. И. Лењину
- Сабор Светог Архангела Михаила
- Позориште И. Мележа
- Детаљ из етно села Замкаваја Гора